# Mark González
Pour les articles homonymes, voir González.
Mark Dennis González Hoffman, né le 10 juillet 1984 à Durban, en Afrique du Sud, est un footballeur international chilien évoluant au Colo Colo au poste de milieu gauche.

## Biographie

### Liverpool (2006-2007)
Lors de ses cinq premiers matchs à Liverpool, il a joué deux matchs en tant que titulaire et trois en tant que remplaçant.

### Le CSKA Moscow (2009-2014)
Après un passage au Betis Séville, il signe un contrat de 4 ans avec le CSKA Moscou contre une indemnité de transfert de 6,5 millions d'euros. Il y aura la lourde tâche de remplacer Yuri Zhirkov, transféré au Chelsea FC. Il tient son premier match le 16 août, en remplaçant le jeune Georgi Schennikov à la 59e dans le derby affrontant le CSKA au Lokomotiv Moscou (défaite 2-1).

### En sélection
Il fait partie des 23 joueurs chiliens sélectionnés pour participer à la coupe du monde 2010.

## Palmarès

### Universidad Catolica
- Championnat du Chili
  - Vainqueur : 2002 (Ouverture)

### Liverpool
- Community Shield
  - Vainqueur : 2006

### CSKA Moscow
- Supercoupe de Russie (2)
  - Vainqueur : 2009 et 2013
- coupe de Russie (3)
  - Vainqueur : 2009, 2011 et 2013
- Championnat de Russie
  - Vainqueur : 2013